# 耶拉戈和奥拉戈
耶拉戈和奥拉戈（義大利語：Jerago con Orago），是意大利瓦雷泽省的一个市镇。总面积4平方公里，人口5075人，人口密度1268.8人/平方公里（2009年）。国家统计（ISTAT）代码为012085。

## 友好城市
- 法國 沙泽勒叙里昂